# Pyrgilauda blanfordi
Pyrgilauda blanfordi е вид птица от семейство Врабчови (Passeridae).

## Разпространение
Видът е разпространен в Индия, Китай, Непал и Пакистан.